# Clavières
Pour les articles homonymes, voir Clavières (homonymie).
Clavières est une commune française située dans le département du Cantal en région administrative Auvergne-Rhône-Alpes.

## Géographie

### Localisation
La commune de Clavières est située dans l'est du département du Cantal. Elle est limitrophe de la Haute-Loire et de la Lozère.
Elle est traversée par le 45e parallèle nord, est de ce fait située à égale distance du pôle Nord et de l'équateur terrestre (environ 5 000 km).

### Communes limitrophes
Les communes limitrophes sont  Auvers, Chaliers, Chastel, Julianges, Lorcières, Paulhac-en-Margeride, Pinols, Ruynes-en-Margeride et Védrines-Saint-Loup.
| Ruynes-en-Margeride | Chastel (Haute-Loire) Védrines-Saint-Loup | Pinols (Haute-Loire)                              |
| Chaliers            | Clavières                                 | Auvers (Haute-Loire)                              |
|                     | Lorcières                                 | Paulhac-en-Margeride (Lozère), Julianges (Lozère) |

### Climat
Pour des articles plus généraux, voir Climat d'Auvergne-Rhône-Alpes et Climat du Cantal.
En 2010, le climat de la commune est de type climat des marges montargnardes, selon une étude du CNRS s'appuyant sur une série de données couvrant la période 1971-2000. En 2020, Météo-France publie une typologie des climats de la France métropolitaine dans laquelle la commune est exposée à un climat de montagne ou de marges de montagne et est dans la région climatique  Sud-est du Massif Central, caractérisée par une pluviométrie annuelle de 1 000 à 1 500 mm, minimale en été, maximale en automne. 
Pour la période 1971-2000, la température annuelle moyenne est de 8,6 °C, avec une amplitude thermique annuelle de 15,8 °C. Le cumul annuel moyen de précipitations est de 928 mm, avec 10,2 jours de précipitations en janvier et 6,7 jours en juillet. Pour la période 1991-2020, la température moyenne annuelle observée sur la station météorologique de Météo-France la plus proche, « Paulhac-en-Margeride_sapc »sur la commune de Paulhac-en-Margeride à 9 km à vol d'oiseau, est de 7,9 °C et le cumul annuel moyen de précipitations est de 1 061,2 mm,. Pour l'avenir, les paramètres climatiques de la commune estimés pour 2050 selon différents scénarios d'émission de gaz à effet de serre sont consultables sur un site dédié publié par Météo-France en novembre 2022.

## Urbanisme

### Typologie
Au 1er janvier 2024, Clavières est catégorisée commune rurale à habitat très dispersé, selon la nouvelle grille communale de densité à 7 niveaux définie par l'Insee en 2022.
Elle est située hors unité urbaine. Par ailleurs la commune fait partie de l'aire d'attraction de Saint-Flour, dont elle est une commune de la couronne,. Cette aire, qui regroupe 36 communes, est catégorisée dans les aires de moins de 50 000 habitants,.

### Occupation des sols
L'occupation des sols de la commune, telle qu'elle ressort de la base de données européenne d’occupation biophysique des sols Corine Land Cover (CLC), est marquée par l'importance des forêts et milieux semi-naturels (67,6 % en 2018), en diminution par rapport à 1990 (69 %). La répartition détaillée en 2018 est la suivante : forêts (60,1 %), prairies (17,2 %), zones agricoles hétérogènes (15,2 %), milieux à végétation arbustive et/ou herbacée (7,5 %). L'évolution de l’occupation des sols de la commune et de ses infrastructures peut être observée sur les différentes représentations cartographiques du territoire : la carte de Cassini (XVIIIe siècle), la carte d'état-major (1820-1866) et les cartes ou photos aériennes de l'IGN pour la période actuelle (1950 à aujourd'hui).

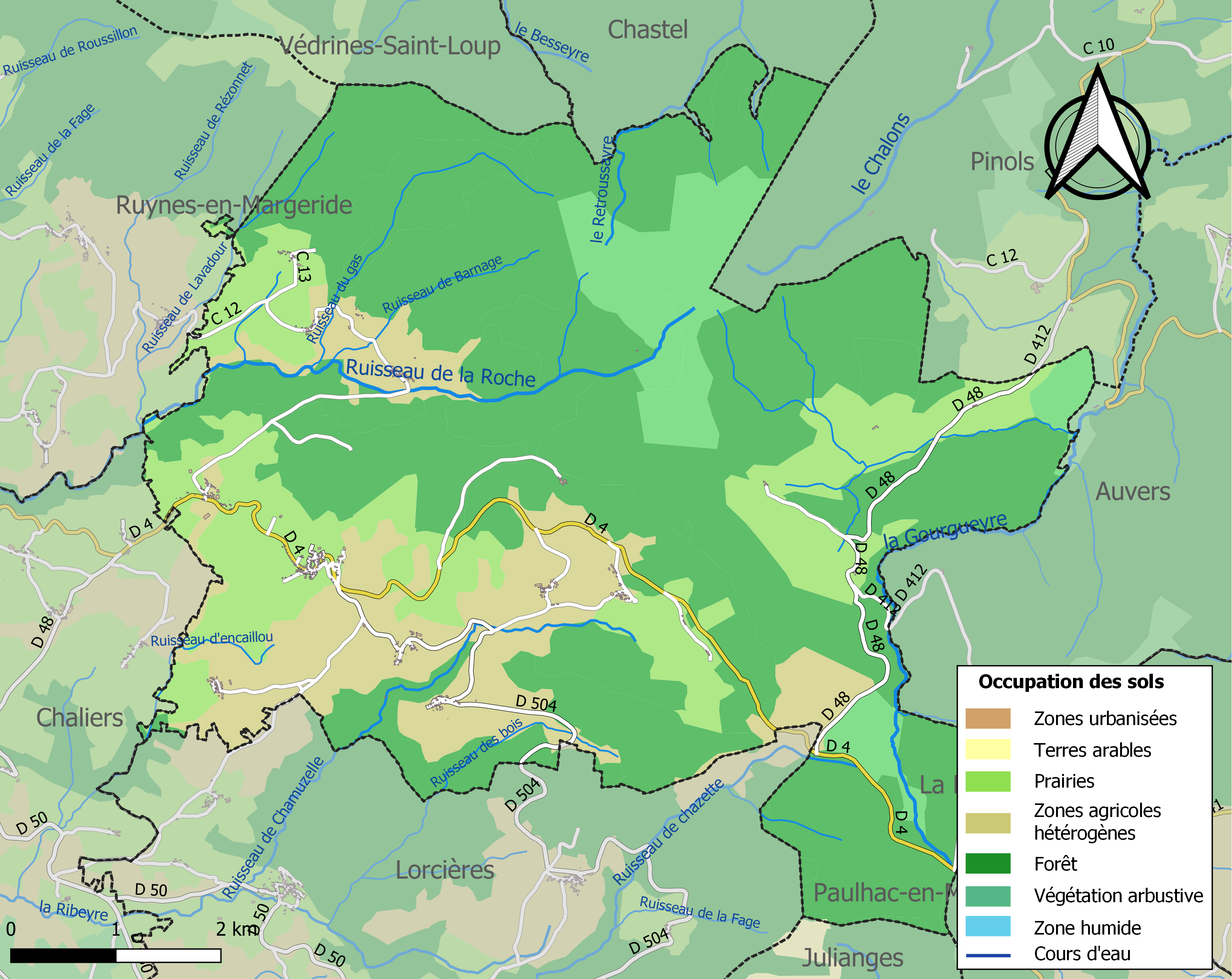
Carte des infrastructures et de l'occupation des sols de la commune en 2018 (CLC).

### Habitat et logement
En 2018, le nombre total de logements dans la commune était de 189, alors qu'il était de 191 en 2013 et de 185 en 2008.
Parmi ces logements, 54,6 % étaient des résidences principales, 31,7 % des résidences secondaires et 13,7 % des logements vacants. Ces logements étaient pour 98,9 % d'entre eux des maisons individuelles et pour 1,1 % des appartements.
Le tableau ci-dessous présente la typologie des logements à Clavières en 2018 en comparaison avec celle du Cantal et de la France entière. Une caractéristique marquante du parc de logements est ainsi une proportion de résidences secondaires et logements occasionnels (31,7 %) supérieure à celle du département (20,4 %) et à celle de la France entière (9,7 %). Concernant le statut d'occupation de ces logements, 77,9 % des habitants de la commune sont propriétaires de leur logement (77,7 % en 2013), contre 70,4 % pour le Cantal et 57,5 pour la France entière.
| Typologie                                               | Clavières | Cantal | France entière |
| ------------------------------------------------------- | --------- | ------ | -------------- |
| Résidences principales (en %)                           | 54,6      | 67,7   | 82,1           |
| Résidences secondaires et logements occasionnels (en %) | 31,7      | 20,4   | 9,7            |
| Logements vacants (en %)                                | 13,7      | 11,9   | 8,2            |

## Histoire

### Époque contemporaine
En juin 1944, lors de la bataille du Mont Mouchet entre maquisards et armée allemande, 13 civils, dont le maire de l'époque François Broncy, périssent. Il était allé au devant des Allemands, ceint de son écharpe de maire, muni d’un drapeau blanc. Il fut porté disparu à partir de ce jour. Sa petite fille Maryse Pelissier-Lambert raconte que personne n’a jamais su les conditions de sa mort. La commune est décorée de la Croix de guerre 1939-1945.

## Politique et administration

### Découpage territorial
La commune de Clavières est membre de l'intercommunalité Saint-Flour Communauté, un établissement public de coopération intercommunale (EPCI) à fiscalité propre créé le 1er janvier 2017 dont le siège est à Saint-Flour. Ce dernier est par ailleurs membre d'autres groupements intercommunaux.
Sur le plan administratif, elle est rattachée à l'arrondissement de Saint-Flour, à la circonscription administrative de l'État du Cantal et à la région Auvergne-Rhône-Alpes.
Sur le plan électoral, elle dépend du canton de Neuvéglise-sur-Truyère pour l'élection des conseillers départementaux, depuis le redécoupage cantonal de 2014 entré en vigueur en 2015, et de la deuxième circonscription du Cantal  pour les élections législatives, depuis le dernier découpage électoral de 2010.

### Liste des maires
| Période                                  | Période  | Identité     | Étiquette | Qualité  |
| ---------------------------------------- | -------- | ------------ | --------- | -------- |
| Les données manquantes sont à compléter. |          |              |           |          |
| mars 2001                                | 2020     | Albert Hugon | LR        | Retraité |
| 2020                                     | En cours | Gilles Bigot |           |          |

## Population et société

### Démographie
L'évolution du nombre d'habitants est connue à travers les recensements de la population effectués dans la commune depuis 1793. Pour les communes de moins de 10 000 habitants, une enquête de recensement portant sur toute la population est réalisée tous les cinq ans, les populations de référence des années intermédiaires étant quant à elles estimées par interpolation ou extrapolation. Pour la commune, le premier recensement exhaustif entrant dans le cadre du nouveau dispositif a été réalisé en 2007.

En 2022, la commune comptait 193 habitants, en évolution de −8,53 % par rapport à 2016 (Cantal : −1,08 %, France hors Mayotte : +2,11 %).
| 1793 | 1800 | 1806 | 1821 | 1831 | 1836 | 1841 | 1846 | 1851 |
| ---- | ---- | ---- | ---- | ---- | ---- | ---- | ---- | ---- |
| 929  | 800  | 989  | 900  | 950  | 870  | 832  | 790  | 856  |

| 1856 | 1861 | 1866 | 1872 | 1876 | 1881 | 1886 | 1891 | 1896 |
| ---- | ---- | ---- | ---- | ---- | ---- | ---- | ---- | ---- |
| 868  | 784  | 797  | 702  | 740  | 670  | 702  | 706  | 707  |

| 1901 | 1906 | 1911 | 1921 | 1926 | 1931 | 1936 | 1946 | 1954 |
| ---- | ---- | ---- | ---- | ---- | ---- | ---- | ---- | ---- |
| 672  | 658  | 667  | 557  | 601  | 518  | 503  | 434  | 482  |

| 1962 | 1968 | 1975 | 1982 | 1990 | 1999 | 2006 | 2007 | 2012 |
| ---- | ---- | ---- | ---- | ---- | ---- | ---- | ---- | ---- |
| 476  | 477  | 433  | 337  | 308  | 265  | 245  | 242  | 223  |

| 2017 | 2022 | - | - | - | - | - | - | - |
| ---- | ---- | - | - | - | - | - | - | - |
| 209  | 193  | - | - | - | - | - | - | - |

## Culture locale et patrimoine

### Lieux et monuments
- Église Sainte-Madeleine.
- Col le Portus d'Auzenc (1 368 m), assurant la liaison entre les départements du Cantal et de la Lozère.
- Prat-Niolat, ancienne station de ski alpin.
- Lac des Pierres Blanches à 1 325 m, en bordure du sentier de grande randonnée de pays de Saint-Flour.
- Croix de la Paille, érigée par Jean Bony, qui lors d'une tempête pensait que sa dernière heure était venue lorsqu'il discerna un « paillou » et put s’orienter[réf. souhaitée].

Les sommets du massif de la Margeride sur la commune :
- Serre Haut 1 431 m
- Timoneire 1 401 m
- Plos les Rocs 1 384 m
- Le rocher des Costes 1 340 m
- Le Barreau 1 256 m
- Puech Farrat 1 225 m
- Puy de la Rode 1 203 m
- Etc.

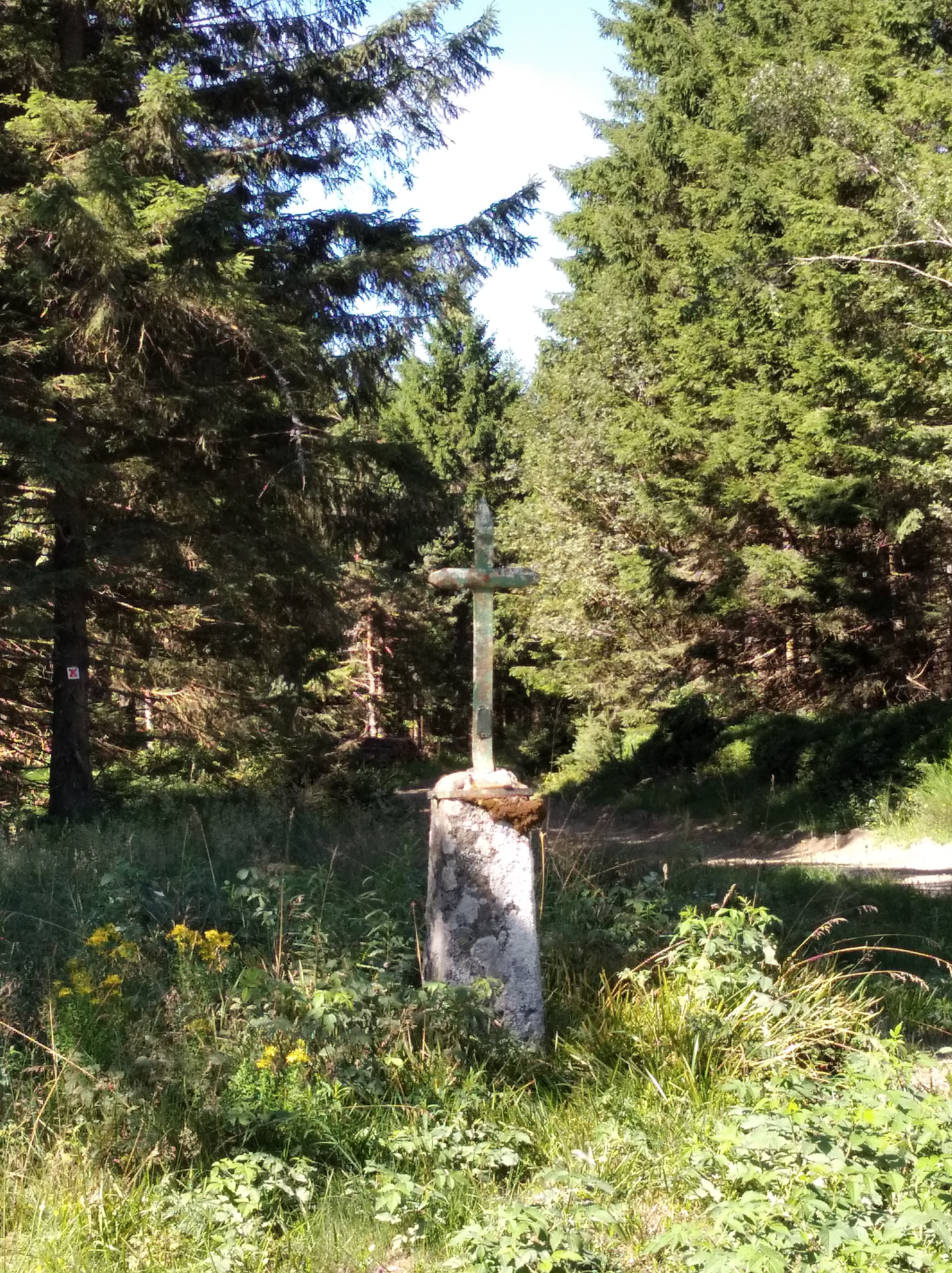
Croix de la Donne.
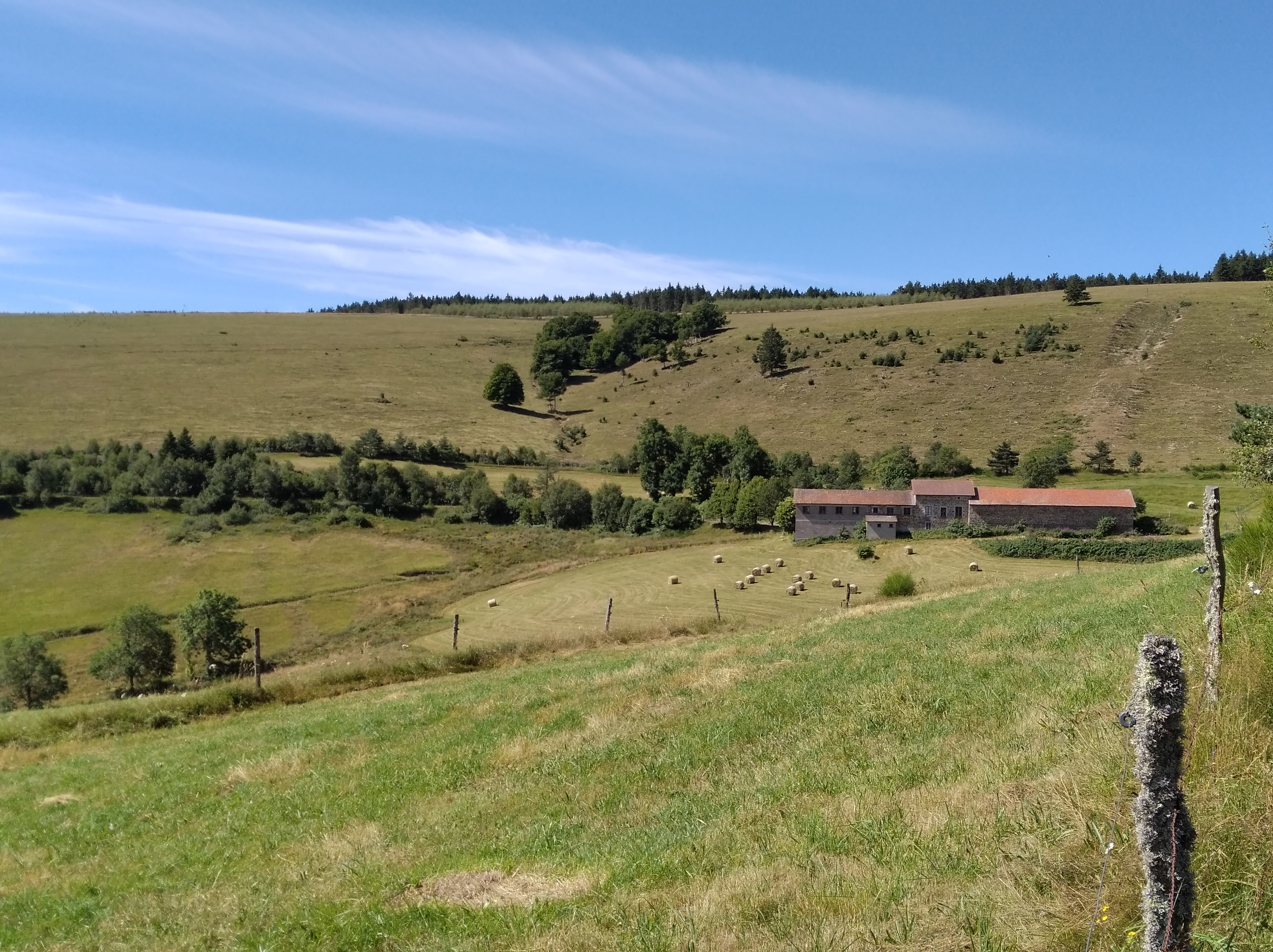
Prat Niolat.
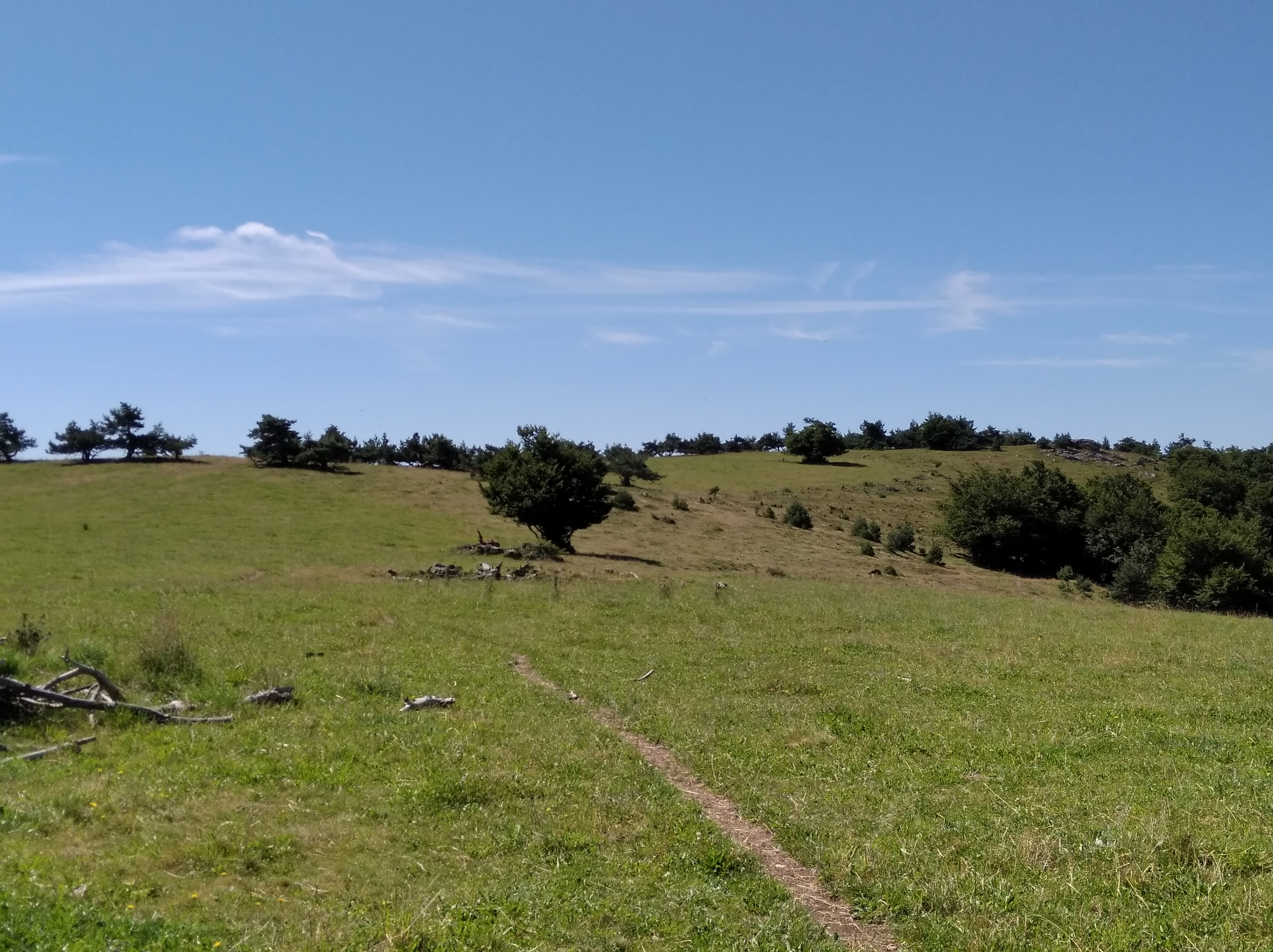
Paysage de Margeride.
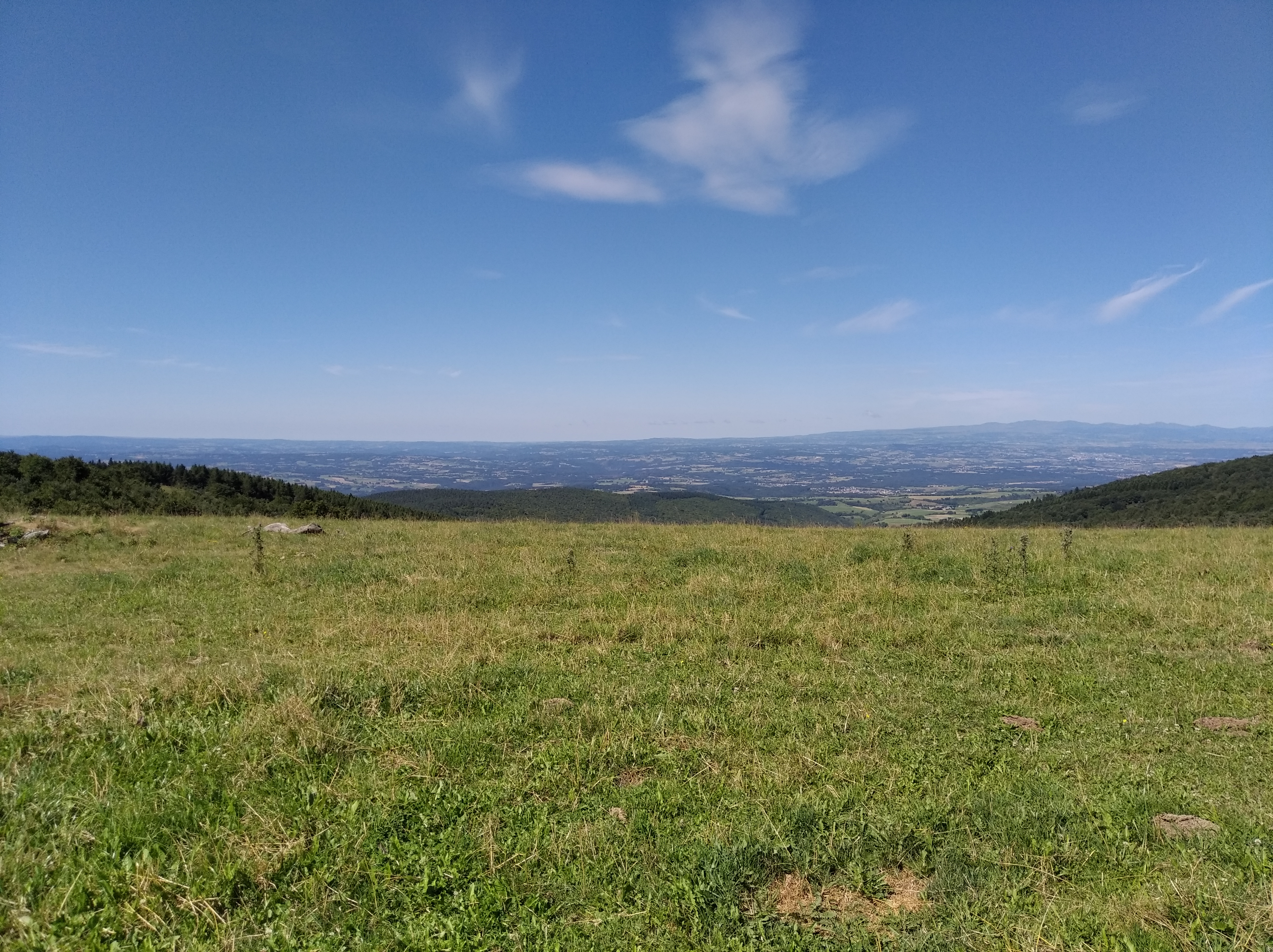
Panorama depuis les crêtes de la Margeride.

### Personnalités liées à la commune
- François Lombard (1605-1689), peintre de l'époque classique, élève de Guy François, auteur du Miracle de saint Bonaventure, né dans la commune ;
- Pierre Hugon (1851-1933), député du Cantal de 1898 à 1910 et de 1914 à 1919, conseiller général du canton de Ruynes-en-Margeride (1919-1933), maire de Ruynes-en-Margeride (1912-1929), né dans la commune ;
- Alphonse Dommergue (1873-1954), député du Cantal de 1951 à 1954, conseiller général du canton de Saint-Flour-Nord (1945-1954), maire de Saint-Flour (1944-1953), né dans la commune.

### Héraldique
|  | Les armes de la commune se blasonnent ainsi : De gueules à la clé d’argent, au chef cousu d’azur chargé de trois étoiles d’or. |